# Hall Summit
Hall Summit és una població dels Estats Units a l'estat de Louisiana. Segons el cens del 2000 tenia 264 habitants.

## Demografia
Segons el cens del 2000, Hall Summit tenia 264 habitants, 101 habitatges, i 75 famílies. La densitat de població era de 61 habitants/km².
Dels 101 habitatges en un 35,6% hi vivien nens de menys de 18 anys, en un 54,5% hi vivien parelles casades, en un 15,8% dones solteres, i en un 24,8% no eren unitats familiars. En el 21,8% dels habitatges hi vivien persones soles el 9,9% de les quals corresponia a persones de 65 anys o més que vivien soles. El nombre mitjà de persones vivint en cada habitatge era de 2,61 i el nombre mitjà de persones que vivien en cada família era de 3,04.
Per edats la població es repartia de la següent manera: un 28% tenia menys de 18 anys, un 4,5% entre 18 i 24, un 29,9% entre 25 i 44, un 18,9% de 45 a 60 i un 18,6% 65 anys o més.
L'edat mediana era de 37 anys. Per cada 100 dones de 18 o més anys hi havia 95,9 homes.
La renda mediana per habitatge era de 31.042 $ i la renda mediana per família de 30.000 $. Els homes tenien una renda mediana de 24.821 $ mentre que les dones 25.000 $. La renda per capita de la població era d'11.433 $. Entorn del 24,3% de les famílies i el 24,5% de la població estaven per davall del llindar de pobresa.

## Poblacions més properes
El següent diagrama mostra les poblacions més properes.